# Llocs del sistema tusi
Llocs del sistema Tusi (xinès: 土司 遗址; Pinyin: Tǔsī YíZhǐ) són seccions dels llocs Tusi antigues que han estat inscrits a la llista del Patrimoni de la Humanitat de la UNESCO.